# Čukotski autonomni okrug
Čukotski autonomni okrug je autonomni okrug u Rusiji. Nalazi se na krajnjem sjeveroistoku Ruske Federacije.
Uspostavljen je 10. prosinca 1930. godine. Iz sastava Magadanske oblasti je izašao 1991. godine. Potvrđeno im je pravo na to odlukom najviših vlasti 1993. godine.

## Upravna podjela
|                                                            |                                                         |                                                                                 |                                                                             |
| Čukotski autonomni okrug danas:                            | Čukotski autonomni okrug danas:                         | Čukotski autonomni okrug do 2012:                                               | Čukotski autonomni okrug do 2012:                                           |
| 1. Anadirski rajon 2. Bilibinski rajon 3. Iuljtinski rajon | 4. Providenski rajon 5. Čaunski rajon 6. Čukotski rajon | 1. Anadirski rajon 2. Beringovski rajon 3. Bilibinski rajon 4. Iuljtinski rajon | 5. Providenski rajon 6. Čaunski rajon 7. Čukotski rajon 8. Šmidtovski rajon |

Rajoni danas:
1. Anadirski rajon (Анадырский)
2. Bilibinski rajon (Билибинский)
3. Iuljtinski rajon (Иультинский)
4. Providenski rajon (Провиденский)
5. Čaunski rajon (Чаунский)
6. Čukotski rajon (Чукотский)

Godine 2011. su ukinuti:
1. Beringovski rajon (Беринговский)
2. Šmidtovski rajon (Шмидтовский)

## Veći gradovi
- Anadyr
- Bilibino
- Pevek

## Vanjske poveznice
|  | Zajednički poslužitelj ima još gradiva o temi Čukotski autonomni okrug |